# Дитяча залізниця ім. К. С. Заслонова
Дитяча залізниця імені К. С. Заслонова (біл. Дзіцячая чыгунка імя К. С. Заслонава) — дитяча залізниця, що розташована в столиці Білорусі в Мінську за адресою: проспект Незалежності, 86, неподалік від станції «Парк Челюскінців» Мінського метрополітену.

## Історія
Дитячу залізницю відкрито 9 липня 1955 року. З 1955 року на залізниці експлуатувалися локомотив Кп та 6 дерев'яних вагонів. 1956 року побудова будівля вокзалу за проєктом архітектора Георгія Заборського.
З 1967 року почали працювати два тепловози (ТУ2-010 і ТУ2-113) та 6 суцільнометалевих вагонів PAFAWAG польського виробництва.
1971 року дитяча залізниця отримала назву на честь легендарного білоруського партизанського залізничника, Героя Радянського Союзу Костянтина Заслонова, а головну станцію «Парк культури» перейменовано на «Заслоново».
У середині 1980-х років на станції «Заслоново» проведений капітальний ремонт, а 1987 року проведена технічна модернізація залізниці з облаштуванням автоблокування, електричною централізацією, побудовано нову будівлю диспетчерської на станції «Піонерська», піщаний баластовий шар був замінений на щебеневий. Введені в експлуатацію новий тепловоз ТУ7А-2 782 і 6 вагонів ПВ40.
1994 року тепловоз ТУ2-010 був списаний на металобрухт, а 6 вагонів PAFAWAG повністю розбиті місцевими вандалами. У 2005 році був списаний тепловоз ТУ2-113. Нині він знаходиться на стоянці в Берестейському музеї залізничної техніки. 2005 року вагони PAFAWAG, 1987 року виробництва, було відправлено на ремонт на Гомельський вагоноремонтний завод. З нагоди 50-річного ювілею залізниці капітально відремонтовані 6 вагонів були подаровані дитячій залізниці, де вони і експлуатуються і понині.
Влітку 2008 року до залізниці надійшов тепловоз ТУ7А-3350.
У травні 2009 року відбулося урочисте відкриття нового навчального центру з профілюючими напрямками, комп'ютерним класом та музеєм історії.
2013 року 6 пасажирських вагонів ПВ51 пройшли реконструкцію на Мінському вагоноремонтному заводі. Тепловоз ТУ7А-2782 також пройшов реконструкцію в депо станції Ліда.
Нині на дитячій залізниці експлуатуються два тепловоза ТУ7А-2782, ТУ7А-3350 та 12 вагонів серії ПВ40, два з яких оснащені дизель-генераторною установкою, яка призначена для освітлення та опалення вагонів. Всі вагони обладнані системою радіомовлення для проведення музичного супроводу та тематичних екскурсій.
У вихідні та святкові дні на залізниці курсують два склади. На станції «Піонерська» відбувається схрещення поїздів, під час якого один потяг за маршрутом «Сосновий Бор — Заслоново» здійснює зупинку, а інший поїзд за маршрутом «Заслоново — Сосновий Бор» прямує перегоном без зупинки.

## Загальна характеристика
До складу Мінської дитячої залізниці  імені К. С. Заслонова входять:
- 2 станції: «Заслоново» (до 1971 року — «Парк культури»), «Піонерська»;
- платформа: «Сосновий Бор».
- Серед штучних споруд наявні: міст, шляхопровід, 3 залізничних переїзда.

## Інфраструктура
Станція «Заслоново» розташована за адресою: проспект Незалежності, 86 (неподалік від станції  «Парк Челюскінців»). У будівлі вокзалу розташовані зал чекання, дві квиткові каси, приміщення чергового по станції, інструкторська та макет залізниці. Є початковою та кінцевою станцією маршруту дитячої залізниці, де відбувається посадка та висадка пасажирів.
Станція «Піонерська» — технічна. На станції розташовані пульти СЦБ, з яких здійснюється управління рухом. Станція має 4 колії, є оглядова канава та гідроколонки. На станції проводиться технічне обслуговування локомотивів та рухомого складу.
Платформа «Сосновий Бор» розташована в лісопарковій зоні. Раніше там була дерев'яна будівля вокзалу, але вона була знищено пожежею, і нині там встановлено навіс. Тут пасажири можуть вийти з потяга, відпочити, подихати свіжим повітрям, відволіктися від повсякденної суєти.

## Моделизм
На базі гуртка «Юний залізничник» дитячої залізниці проводяться заняття з моделювання залізничного транспорту, туди приймають учнів 5-7 класів. У будівлі станції «Заслоново» розташований діючий макет залізниці в типорозмірі H0.
Щороку до Дня залізничника (перша неділя серпня) члени «Клубу БМ» спільно зі своїми колегами по захопленню влаштовують виставку чинного модульного макета залізниці з рухом поїздів у тунелі («покатушки).

## Рухомий склад
- Локомотиви:
  - тепловоз ТУ7А-2782;
  - тепловоз ТУ7А-3350.
- Пасажирські вагони:
  - 6 вагонів ПВ40 Деміхівського машинобудівного заводу.

Раніше експлуатувалися: паровози 159-232, Кп-4-465, тепловози ТУ2-010 та ТУ2-113, 6 пасажирських вагонів «PAFAWAG».

## Робота залізниці
Дитяча залізниця відкривається щороку 1 травня, а закривається в останню неділю вересня. У травні та вересні залізниця відкрита щонеділі та на свята, у літні місяці — щосереди, щочетверга, щоп'ятниці, щосуботи та щонеділі.
Інтервал руху поїздів — 35 хвилин.
«Новорічний експрес»

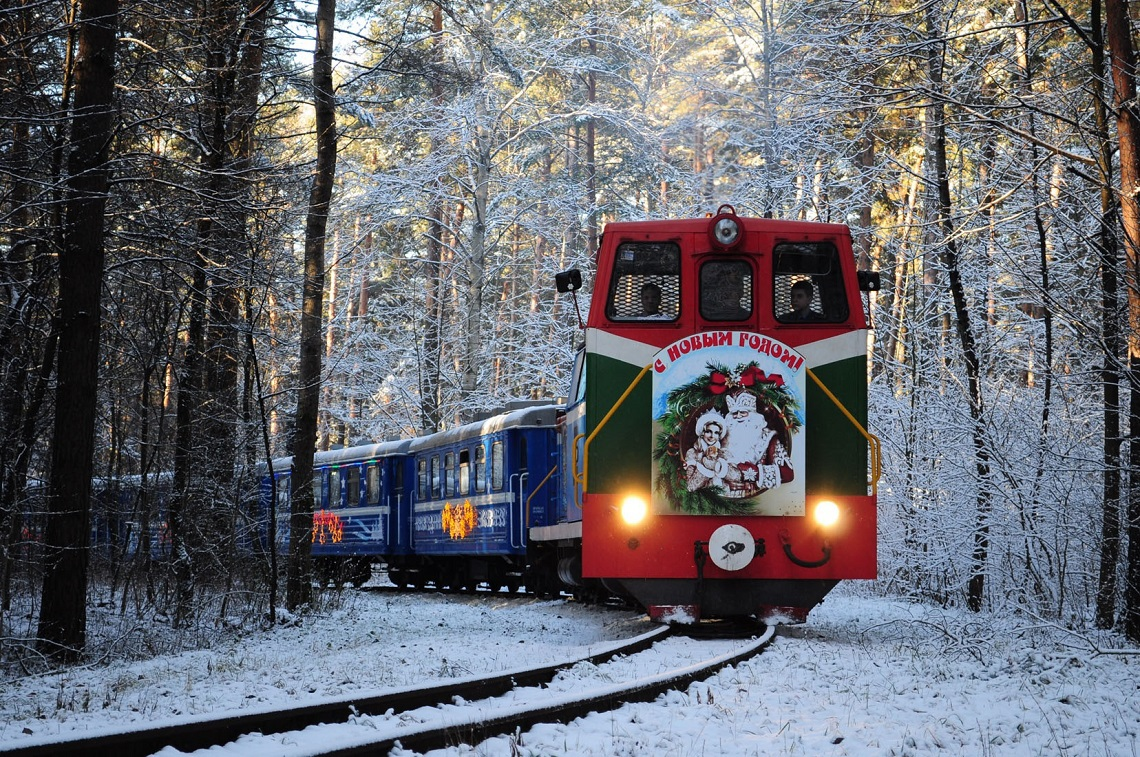
«Новорічний експрес» експлуатується під час зимових свят з 2008 року

З 2008—2009 року і надалі щорічно, під час зимових канікул, на дитячій залізниці  курсує новорічний поїзд «Новорічний експрес».
Програма поїздки включає:
- поїздка у новорічному поїзді у супроводі казкових героїв (у кожному вагоні свій герой) на лісову галявину до станції «Сосновий Бор»;
- театралізовану виставу на лісовій галявині за участю персонажів з дитячих казок, мультфільмів та звичайно же за участю Діда Морозу та Снігуроньки;
- наприкінці поїздки кожен пасажир поїзда отримує новорічний подарунок.

## Галерея

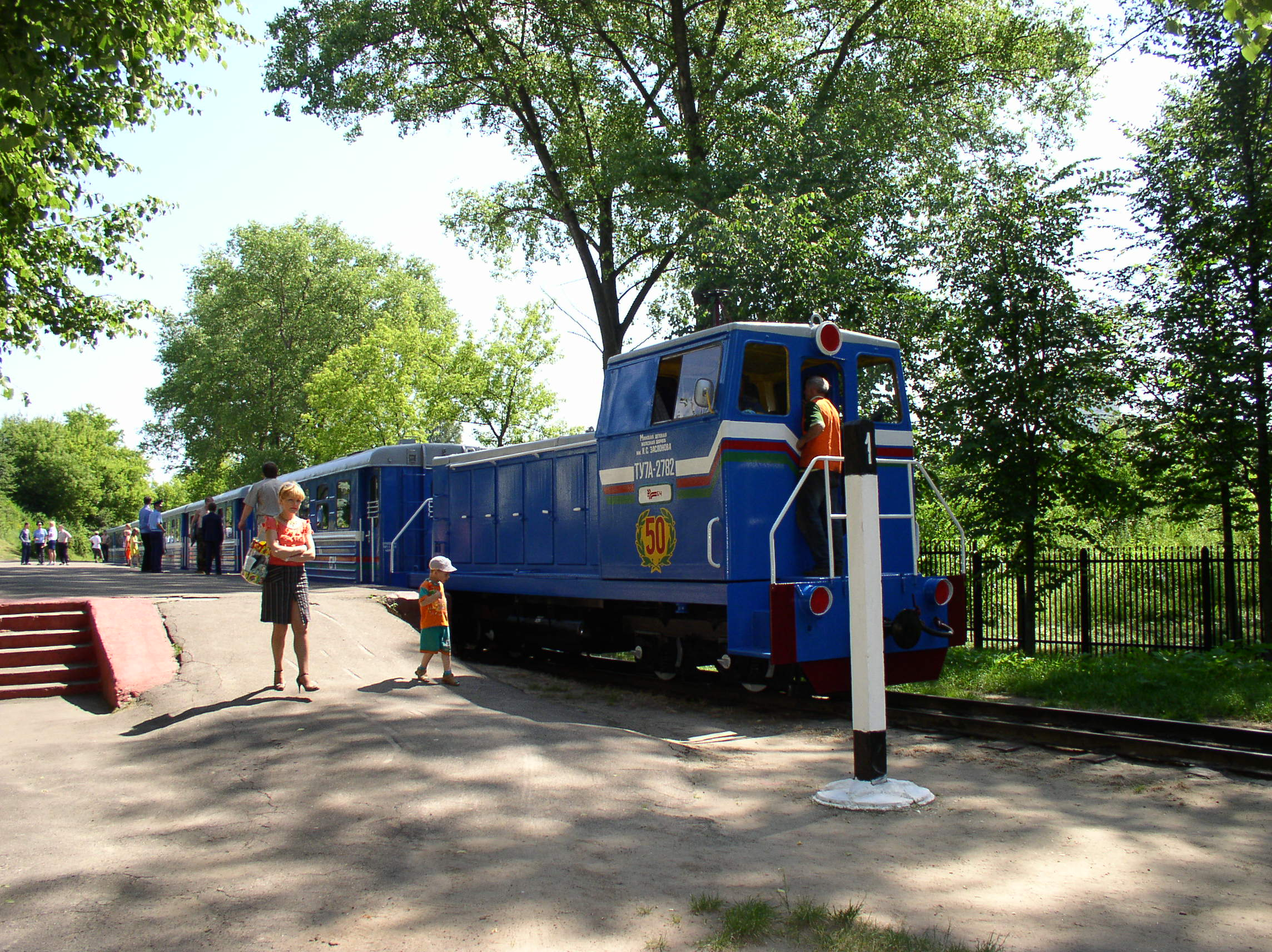
Тепловоз ТУ7А-2782 на станції «Заслоново»
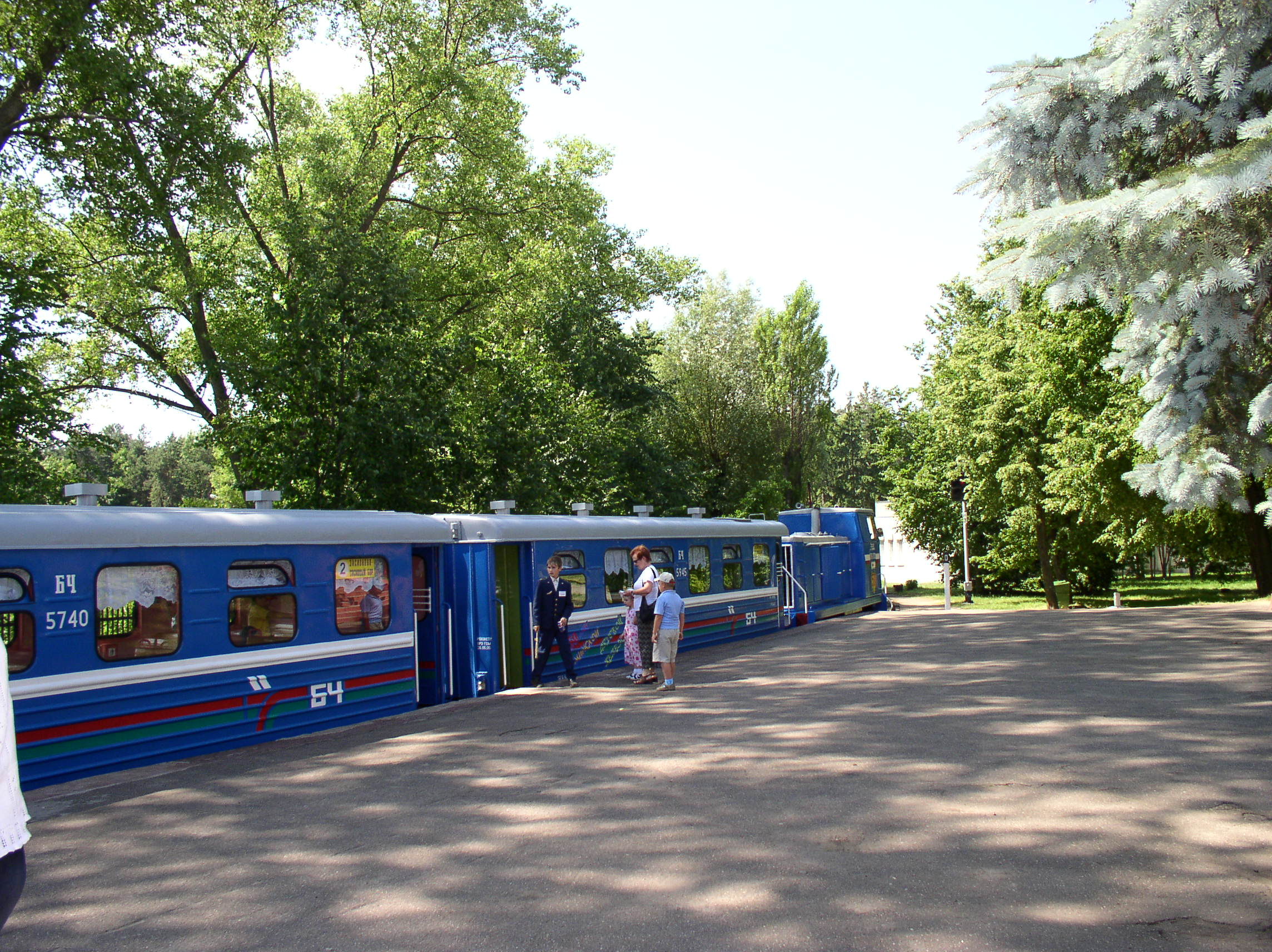
Поїзд на станції «Заслоново»
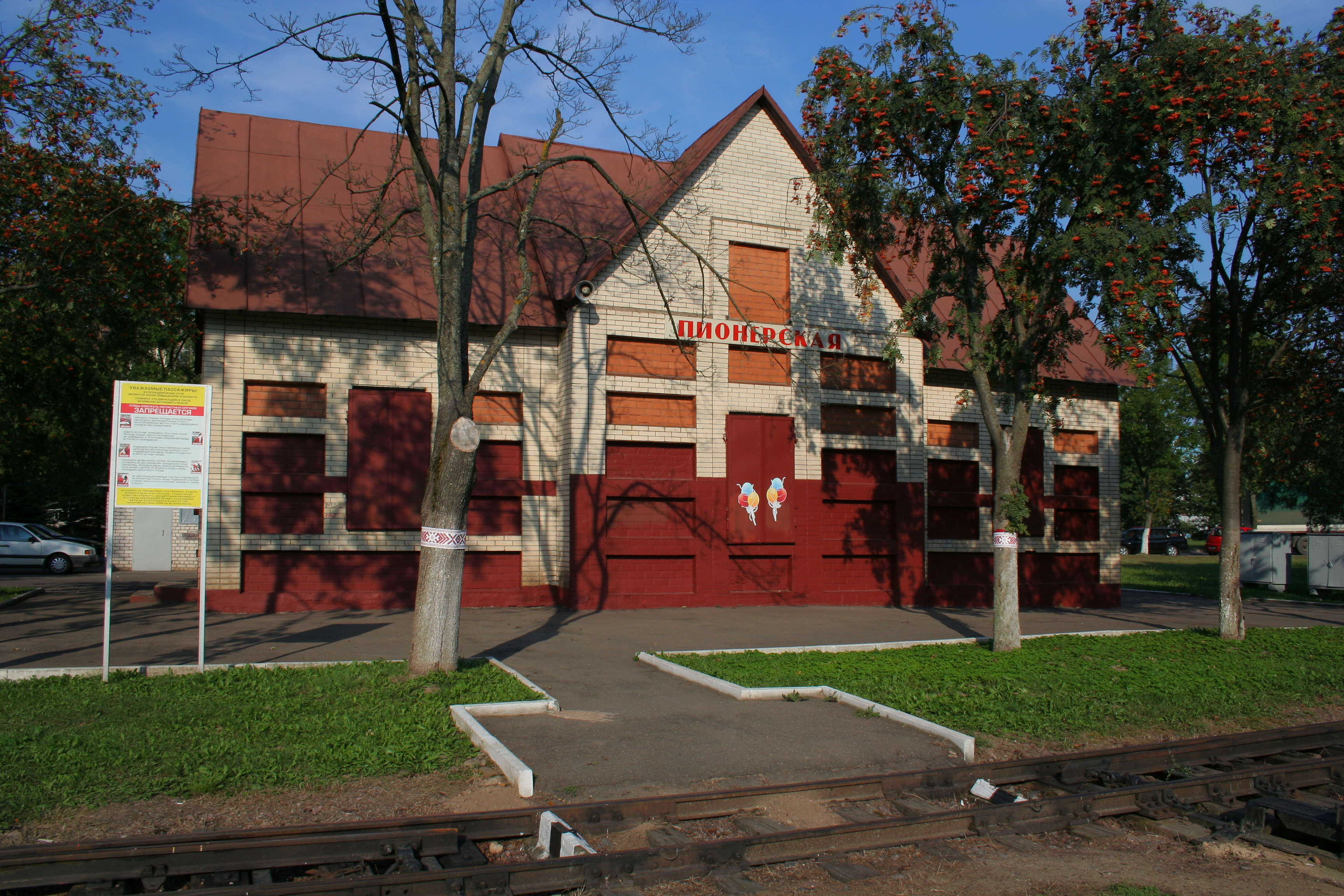
Станція «Піонерська»
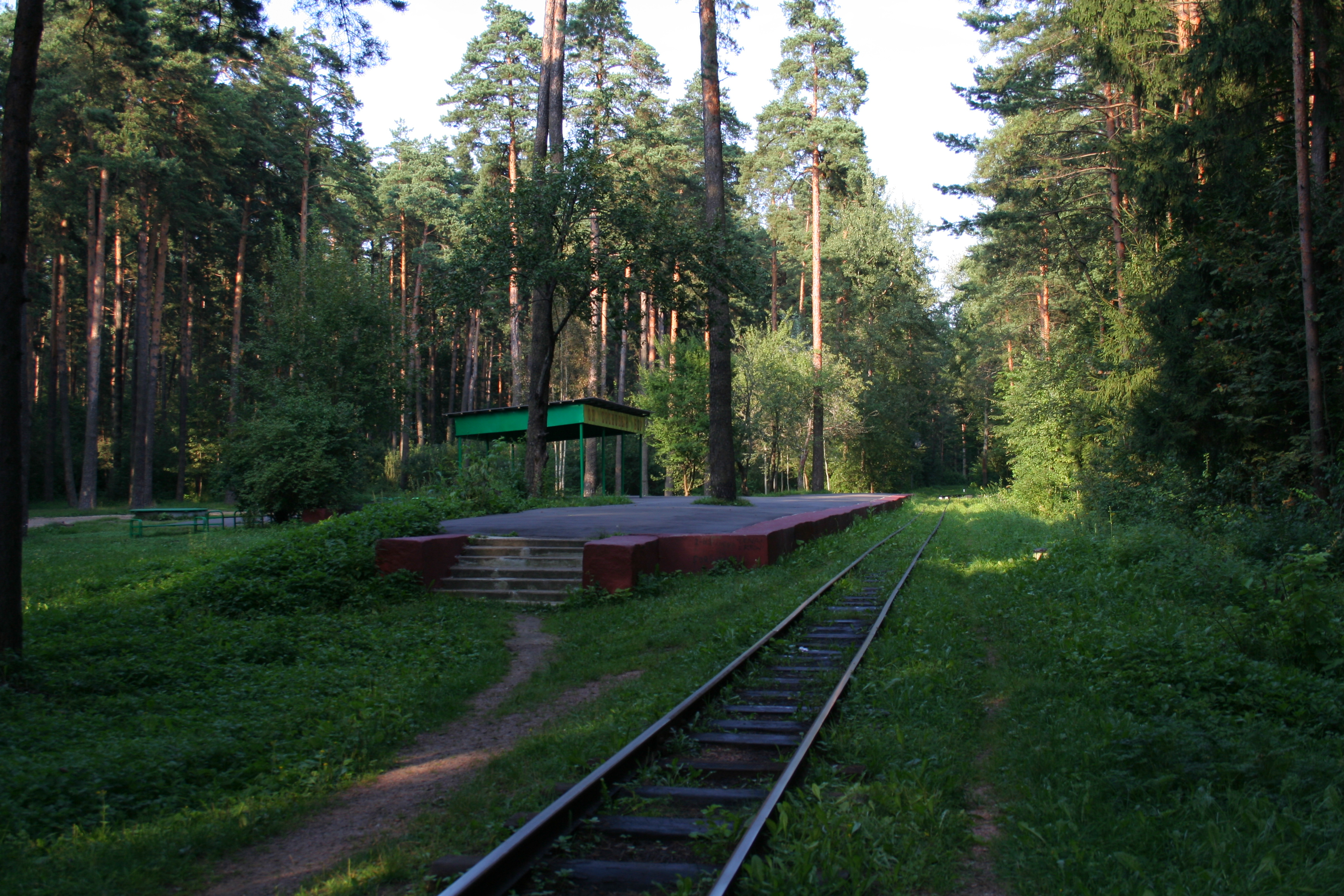
Платформа «Сосновий Бор»